# Podokesaurus
Podokesaurus is een geslacht van vleesetende theropode dinosauriërs behorend tot de groep van de Coelophysoidea, dat tijdens het vroege Jura leefde in het gebied van het huidige Noord-Amerika. De enige benoemde soort is Podokesaurus holyokensis.

## Vondst en naamgeving
In 1910 beklom professor in de geologie Mignon Talbot met haar zuster Elly een heuveltje bij de boerderij van boer Boynton. De verhoging bleek gebruikt te zijn om grind te winnen en in de groeve merkte Talbot plotseling een fossiel op in een gespleten stuk rots, dat al snel dat van een dinosauriër bleek te zijn. Zelf geen expert op het gebied van de studie naar dinosauriërs nam ze, na foto's te hebben gemaakt van het fossiel, contact op met Richard Swann Lull voor deskundig advies. Lull liet een afgietsel maken en een aantal reconstructies op halve grootte van het hele dier.

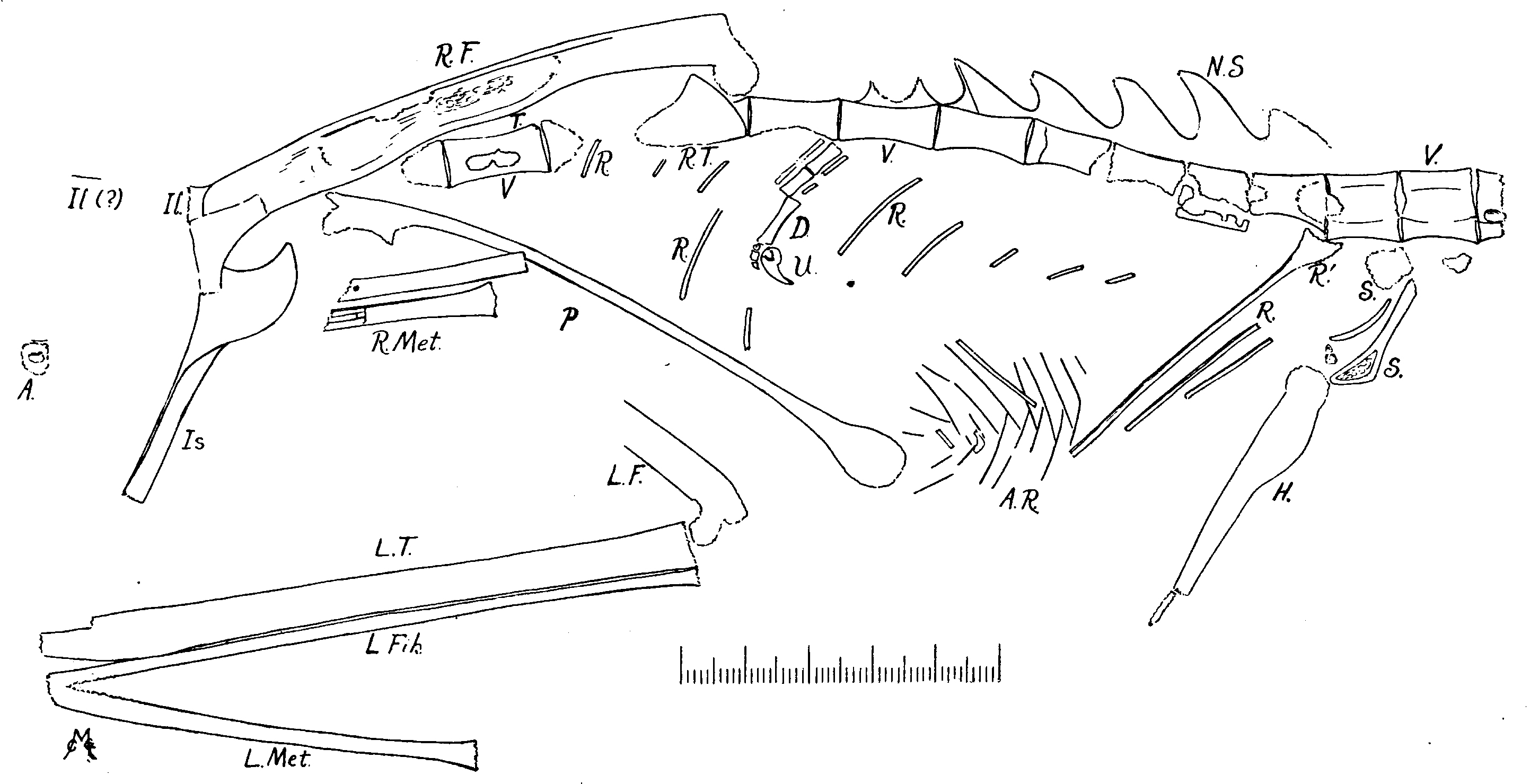
Diagram van het fossiel

Talbot benoemde en beschreef de soort in juni 1911. De geslachtsnaam is afgeleid van het Klassiek Griekse ποδώκης, podookès, "snelvoetig", een epitheton dat Homerus in de Ilias vaak gebruikt om de held Achilles mee te beschrijven. De soortaanduiding verwijst naar het Mount Holyoke College in South Hadley, Hampshire County, Massachusetts, in de buurt waarvan het fossiel gevonden werd en waar Talbot doceerde. Ze was de eerste vrouw die een dinosauriër benoemde die niet tot de vogels behoorde. Talbot hield het nog voor mogelijk dat het om een kleine plantenetende soort kon gaan.
Het holotype zou kerstmis 1917 door het vuur verloren gaan toen Williston Hall afbrandde. Vergeefs zocht Talbot met haar studenten naar het holotype tussen de puinhopen. Volgens Lull was het heuveltje tijdens een ijstijd afgezet door een gletsjer die materiaal uit de hogere gelegen Portlandformatie meevoerde, dat wellicht dateert uit het Pliensbachien-Toarcien maar misschien ook ouder is, Hettangien - Sinemurien, 195 miljoen jaar geleden. Het bestond uit een gedeeltelijk skelet, vermoedelijk van een jong dier. Bewaard waren gebleven: schedelfragmenten, vier halswervels, nekribben, dertien ruggenwervels, ribben, elf paar buikribben, dertien staartwervels, een ravenbeksbeen, een gedeeltelijk opperarmbeen, de hand, een stuk darmbeen, een schaambeen, een zitbeen, de dijbeenderen, een scheenbeen, een sprongbeen, een middenvoetsbeen, drie gedeeltelijke middenvoetsbeenderen, een teenkootje en een mogelijke maagsteen.

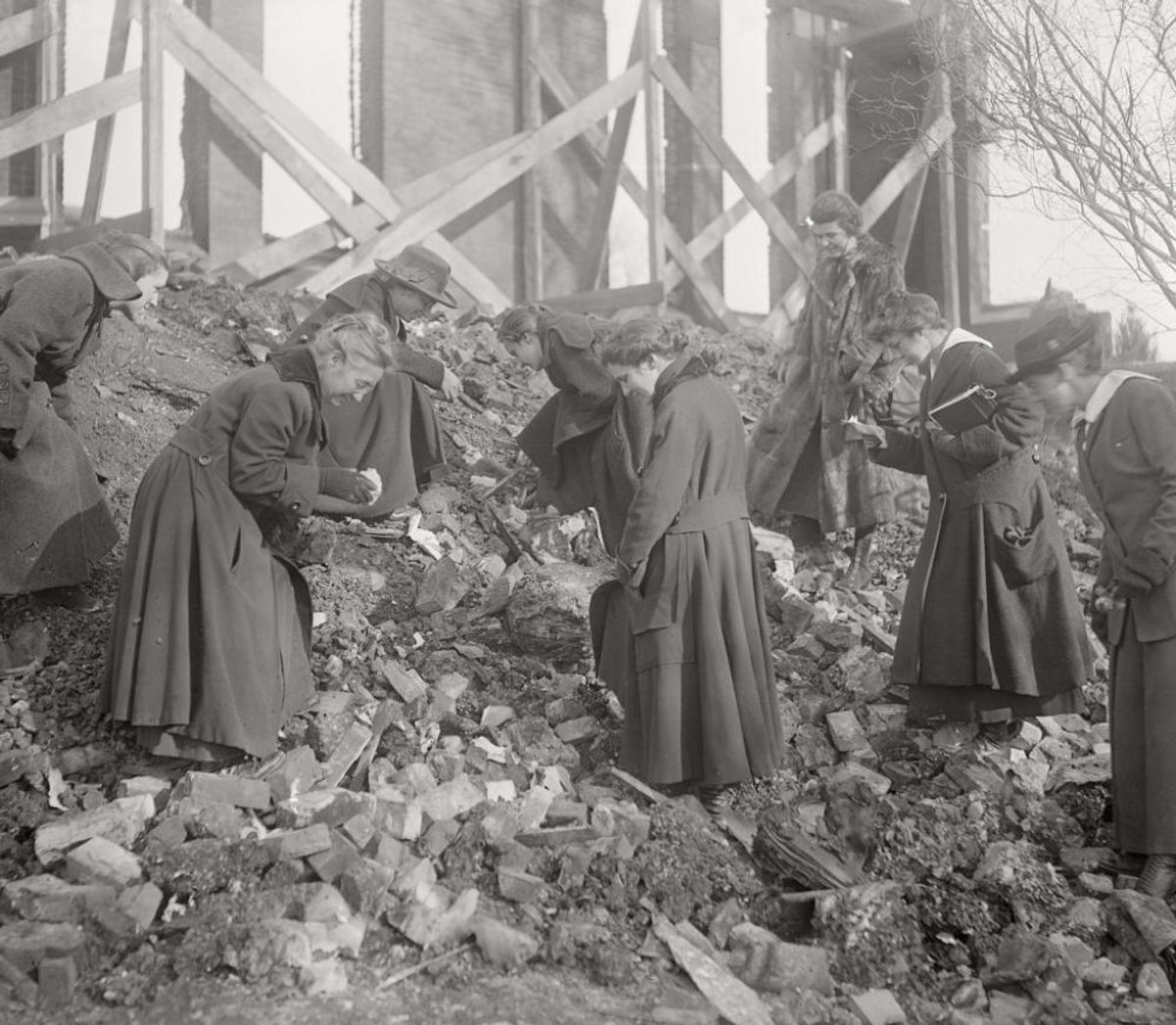
Talbot zoekt naar het fossiel

In 1958 is door Edwin Harris Colbert een tweede vondst aan de soort toegewezen: BSNH 13656, bestaande uit een stel onderbenen gevonden in de Portlandformatie van Connecticut.
In 2022 werd Podokesaurus benoemd tot de officiële staatsdinosauriër van Massachusetts.

## Beschrijving

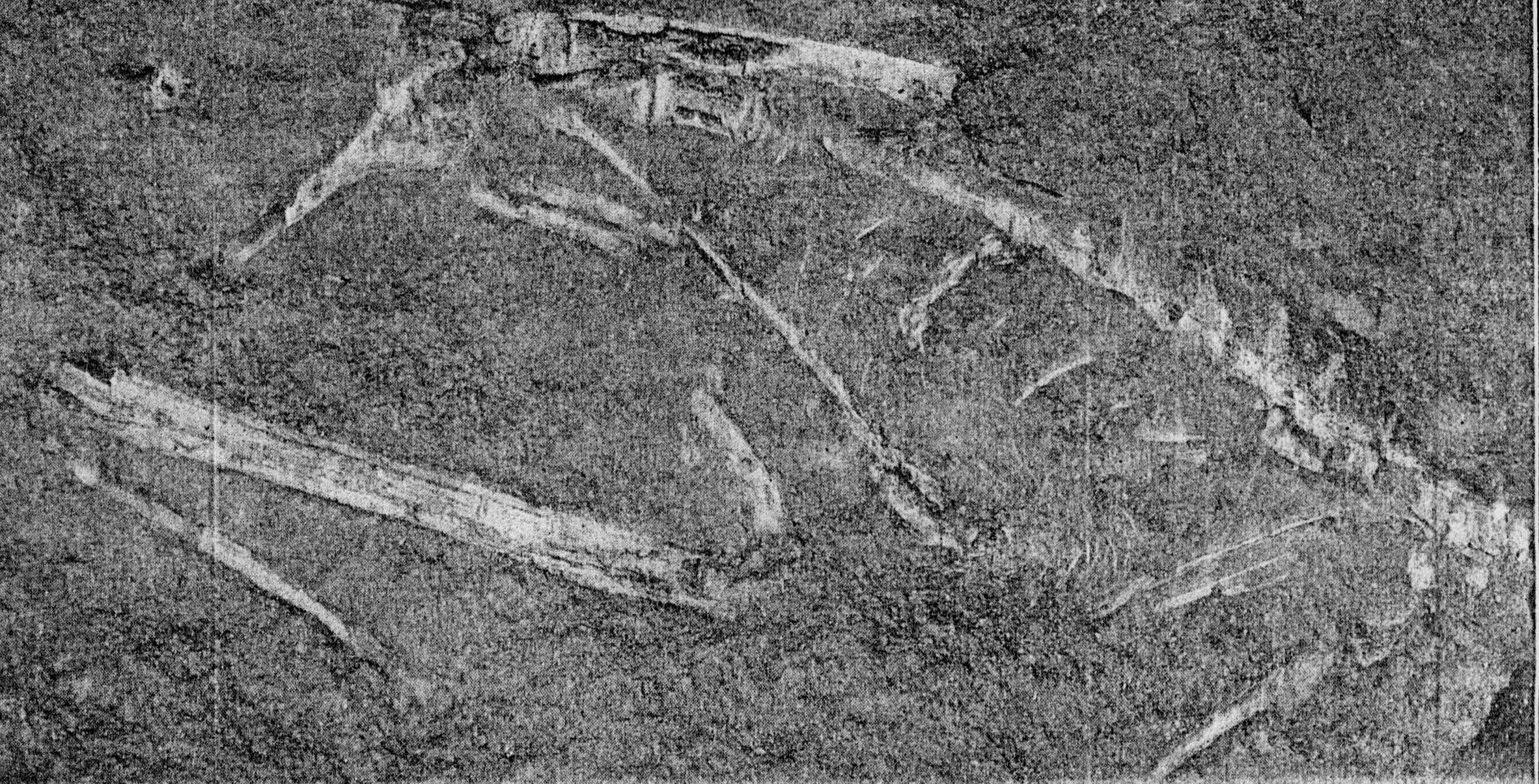
Een van de originele foto's uit 1910 van het holotype

Podokesaurus is een kleine roofsauriër. De totale lengte van het holotype is geschat op 89 centimeter, het gewicht op 920 gram. De dijbeenlengte was maar 86 millimeter, de heuphoogte zo'n 25 centimeter. Dit was echter een jong dier; de lengte van het tweede specimen is geschat op tweeënhalf à drie meter.
Podekosaurus toont maar weinig onderscheidende kenmerken: de enige unieke afgeleide eigenschap, autapomorfie, die Colbert kon vaststellen, was het bezit van smalle doornuitsteeksels op de wervels.

## Fylogenie
Podokesaurus is nauw verwant aan Coelophysis. Het werd in 1964 zelfs door Colbert aan Coelophysis toegewezen als een Coelophysis holyokensis. Dat is tegenwoordig echter geen al te gebruikelijke aanduiding meer, mede omdat Coelophysis uit het Trias dateert.
Podokeosaurus werd door Talbot niet nader gedetermineerd dan de Dinosauria. Lull wees de soort in 1912 aan de Compsognatha toe, Friedrich von Huene in 1914 binnen de Coelurosauria aan een eigen Podekesauridae. Dat laatste zou lange tijd een gebruikelijke plaatsing blijven, hoewel Alfred Romer in 1966 tot de Procompsognathidae besloot. De laatste jaren wordt Podokesaurus in de Coelophysoidea geplaatst. Als een identiteit met Coelophysis aangenomen wordt, impliceert dat een nadere plaatsing in de Coelophysidae.